# Všechny prachy světa
Všechny prachy světa (v anglickém originále All the Money in the World) je americký hraný film z roku 2017, který natočil režisér Ridley Scott podle scénáře Davida Scarpy. Snímek sleduje události, které následovaly po únosu tehdy šestnáctiletého Johna Paula Gettyho III. Toho ve filmu hraje Charlie Plummer, dále se zde představují například Michelle Williamsová, Mark Wahlberg a Romain Duris. Významnou roli, sice J. Paula Gettyho, ve filmu měl také Kevin Spacey. Ten však byl nedlouho před premiérou obviněn ze sexuálního obtěžování a Scott se jej rozhodl z již hotového filmu odstranit. Nahradil jej Christopher Plummer. Hudbu k filmu složil Daniel Pemberton.